# Yoritomo Tashi
Yoritomo Tashi fue un filósofo japonés del siglo XII, muy reconocido y admirado por su pueblo y uno de los mayores estadistas que jamás haya tenido Japón.
Tashi trabajó como alto funcionario para el estado japonés, como corrector y redactor de las leyes del imperio, además de ser uno de los organizadores del feudalismo militar, e influyó notablemente en su época y en la mente de su pueblo, con sus actuaciones públicas y su filosofía, rescatando a su país de la falta de principios en la que se encontraba.
A él se debe el hecho de que la sede del gobierno de Japón esté en Kamakura, donde creó un órgano administrativo semejante en sus métodos y en su funcionamiento al gobierno metropolitano actual de Tokio.

## El sentido común
Para Yoritomo Tashi, el «sentido común» era algo fundamental en la vida y lo definía así:

El sentido común del alma está constituido por el raciocinio superior, que nos impide obedecer pasivamente a los bajos instintos, nos advierte del peligro, nos indica hasta dónde llega lo permitido y dónde empieza lo prohibido y hace que se evite el mal, eludiendo los charcos y barrizales, para no vernos salpicados.

Tashi sostenía que quienes viven siguiendo este sentido común no tienen problemas y pueden resolver cuantas situaciones se les presenten, y añadía que actuando de esta forma se está en posesión de la clave del éxito y se logra influir positivamente en los demás.